# MTV Europe Music Award para Melhor Artista Feminina
MTV Europe Music Award para Melhor Artista Feminina foi uma categoria do MTV Europe Music Awards (MTV EMA), tendo sido criada na primeira edição do evento, em 1994. O prêmio foi entregue por treze anos conscecutivos, tendo sido substituído em 2007 pelo prêmio Melhor Artista Solo (que abarcou artistas de ambos os sexos) e estado ausente da premiação em 2008. O prêmio regressou em 2009, tendo sido atribuído pela última vez em 2016. A partir da edição de 2017 do MTV EMA, passou a existir a categoria de Melhor de Artista, em que são nomeados artistas de todos os sexos ou géneros. 
Lady Gaga é a artista a quem o prêmio foi atribuído mais vezes, mais especificamente três, tendo-o recebido também em dois anos consecutivos. Para além dela, também Jennifer Lopez recebeu o prêmio em anos consecutivos. A única artista europeia a vencer o prêmio foi Björk, em 1995.

## Década de 1990

Das cinco vezes que foi indicada, Lady Gaga recebeu o prêmio três vezes, sendo a maior vencedora da categoria

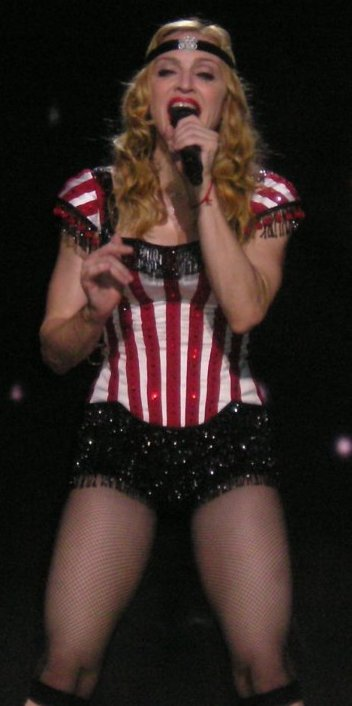
Madonna é a artista que mais indicações recebeu, com um total de oito, tendo vencido em 1998 e 2000

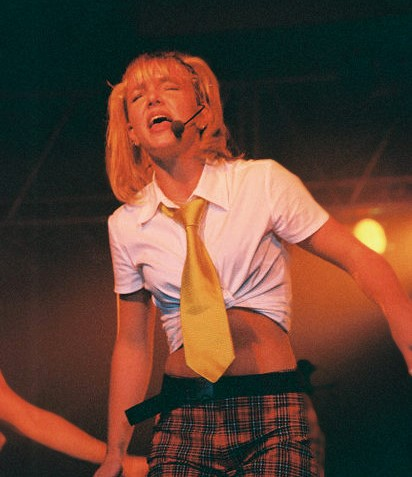
Britney Spears venceu o prêmio em 1999 e 2004. Para além disso, em 2008 venceu o prêmio de Melhor Artista.

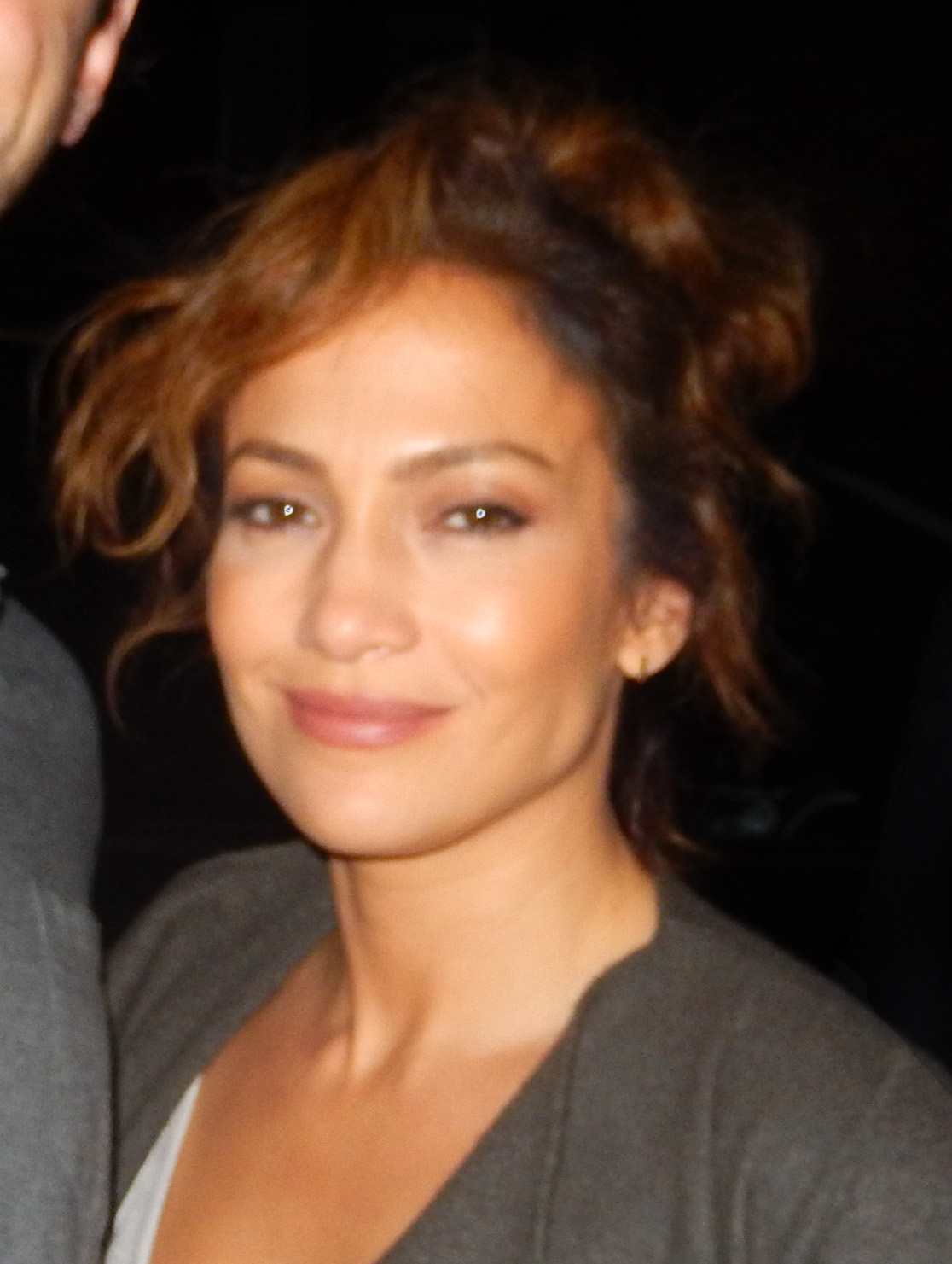
Jennifer Lopez foi a vencedora em 2001 e 2002

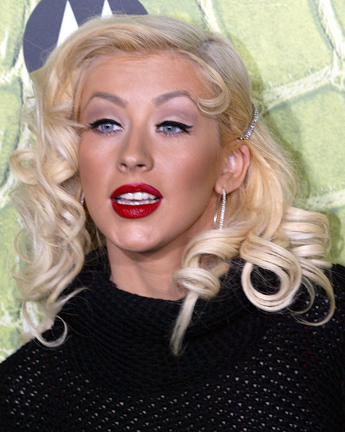
Christina Aguilera foi a galardoada de 2003 e 2006

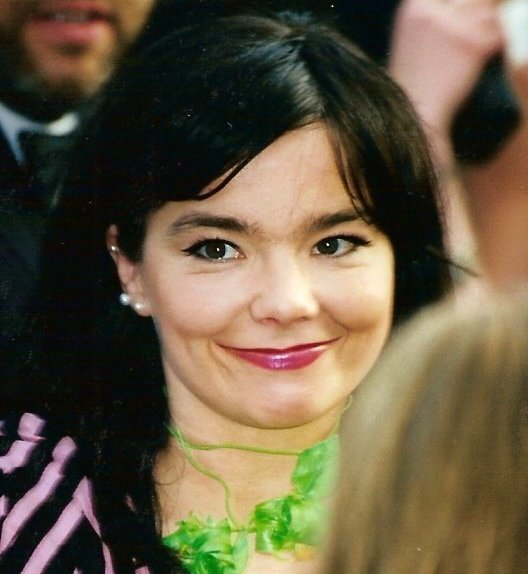
Björk foi indicada anualmente de 1994 a 1997, tendo vencido o prêmio em 1995, o que faz dela a única artista europeia a vencer esta categoria

| Ano  | Vencedora         | Nomeadas        |
| ---- | ----------------- | --------------- |
| 1994 | Mariah Carey      | - Marusha       |
| 1995 | Björk             | - Madonna       |
| 1996 | Alanis Morissette | - Joan Osborne  |
| 1997 | Janet Jackson     | - Madonna       |
| 1998 | Madonna           | - Janet Jackson |
| 1999 | Britney Spears    | - Madonna       |

## Década de 2000
| Ano  | Vencedora          | Nomeadas         |
| ---- | ------------------ | ---------------- |
| 2000 | Madonna            | - Britney Spears |
| 2001 | Jennifer Lopez     | - Madonna]       |
| 2002 | Jennifer Lopez     | - Britney Spears |
| 2003 | Christina Aguilera | - Pink           |
| 2004 | Britney Spears     | - Avril Lavigne  |
| 2005 | Shakira            | - Gwen Stefani   |
| 2006 | Christina Aguilera | - Shakira        |
| 2009 | Beyoncé            | - Shakira        |

## Década de 2010
| Ano  | Vencedora     | Nomeadas                                                    |
| ---- | ------------- | ----------------------------------------------------------- |
| 2010 | Lady Gaga     | - Miley Cyrus - Katy Perry - Rihanna - Shakira              |
| 2011 | Lady Gaga     | - Adele - Beyoncé - Jennifer Lopez - Katy Perry             |
| 2012 | Taylor Swift  | - Katy Perry - Nicki Minaj - Pink - Rihanna                 |
| 2013 | Katy Perry    | - Miley Cyrus - Selena Gomez - Lady Gaga - Taylor Swift     |
| 2014 | Ariana Grande | - Beyoncé - Katy Perry - Nicki Minaj - Taylor Swift         |
| 2015 | Rihanna       | - Ellie Goulding - Miley Cyrus - Nicki Minaj - Taylor Swift |
| 2016 | Lady Gaga     | - Rihanna - Beyoncé - Adele - Sia                           |